# Resolució 628 del Consell de Seguretat de les Nacions Unides
La Resolució 628 del Consell de Seguretat de les Nacions Unides, aprovada per unanimitat el 16 de gener de 1989 després d'observar un acord entre Angola i Cuba quant a la retirada de les tropes cubanes d'Angola i l'l'Acord Tripartit entre Angola, Cuba i Sud-àfrica, el Consell dona la benvinguda a ambdós acords, emfatitzant la seva importància en termes de pau i seguretat internacional.
La resolució expressa el seu ple suport als acords, i crida a totes les parts implicades i altres estats membres afectats a ajudar a aplicar la resolució. També demana al secretari general, Javier Pérez de Cuéllar, que mantingui el Consell ben informat de la implementació de la resolució.